# Convento de la Santísima Trinidad (La Rambla)
El antiguo convento e iglesia de la Santísima Trinidad se ubican al este del núcleo urbano de La Rambla (Córdoba, España). Comienza su construcción a partir de 1527, año que la comunidad religiosa de los Trinitarios Redentores Calzados se hacen cargo de una antigua iglesia, que una vez bendecida recibe su denominación bajo la advocación de Nuestra Señora de los Remedios. 
El Convento llegó a convertirse en uno de los más importantes que tuvo esta Orden en Andalucía, celebrándose en él la mayoría de los Capítulos Generales. Exclaustrado en 1835, se hace cargo del sostenimiento de la Iglesia y su culto la Hermandad del Santísimo Cristo de la Expiración y María Santísima de los Dolores. Posteriormente, en 1893 los trinitarios regresaron al Convento, concediéndole el obispado de Córdoba la Iglesia y los respectivos bienes muebles, hasta 1960 que marcharon definitivamente.
En el inmueble destacan los valores artísticos y arquitectónicos de las dos crujías que se conservan del antiguo Convento. Asimismo, es de interés la sencillez compositiva del trazado y configuración espacial de la nave principal de la Iglesia, en la que los elementos constructivos y decorativos se resuelven con un clasicismo renacentista, si bien con ciertas alteraciones que se adscriben al estilo manierista protobarroco de fines del siglo XVI e inicios del XVII. Esta misma sencillez se aplica a la ordenación de la portada, realizada en piedra y actualmente pintada en tonos rojizos.

## Descripción
Del antiguo Convento se conservan dos crujías del claustro, una de ellas adosada al costado meridional del templo y la segunda dispuesta perpendicularmente a esta, formando ambas un ángulo recto. Se trata de dos tandas compuesta de arcos de medio punto, cegados y construidos en ladrillo, sobre columnas de piedra, con basamento y capitel de orden toscano. 
La actual Iglesia, en un principio construida con una sola nave, es el resultado de la remodelación realizada en 1528 por la comunidad religiosa sobre los restos de un templo anterior. En 1719 se funda en la Iglesia del convento la Hermandad del Santísimo Cristo de la Expiración y de María Santísima de los Dolores. Con la aportación de fondos de esta institución se procede en 1741 a la ampliación del templo, agregando una segunda nave adosada al muro Norte de la nave primera, denominada nave del Evangelio o capilla del Sagrario. La primitiva nave tiene planta rectangular, actualmente cubierta con armadura de par y nudillo, de madera y reforzada con tirantes metálicos, sobre la que descansa una cubierta de chapa metálica. En los muros perimetrales se sitúan, como elementos decorativos sustentantes, pilastras, pareadas en la unión con la cabecera, de capiteles jónicos y sobre altos basamentos que marcan los tres tramos de la nave. Coronando esta composición, recorre los muros perimetrales de la nave y la cabecera un entablamento con cornisa moldurada, en cuyo arranque presenta bandas de ovas y dentículos pintados en verde agua. En el muro perimetral izquierdo de la nave se abren cuatro vanos, uno de medio punto y tres apuntados enmarcados por alfices, que comunican con la capilla del Sagrario.
A los pies de la nave principal se ubica el coro alto, sostenido por alfarje de dos órdenes de vigas, con apéndice que sobresale en el muro Norte, en cuyo interior se halla el órgano. Las vigas maestras o jácenas apoyan sobre canes decorados con relieves de acantos y ondas serlianas, alternando con entrelazados de óvalos y cuadros. Las alfajías repiten la decoración de ondas serlianas y sirven de sostén a la tablazón compuesta de casetones.

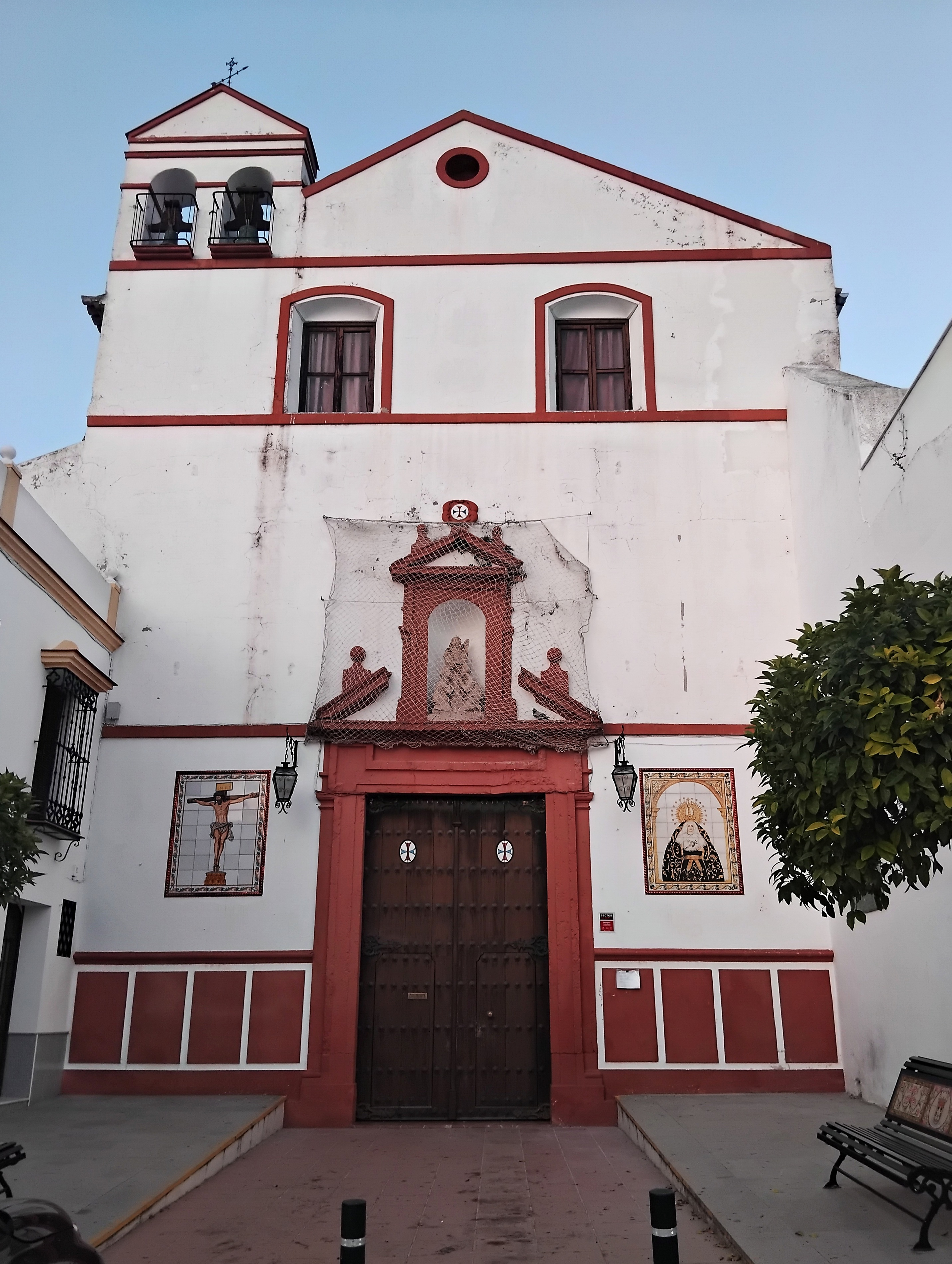
Fachada de la iglesia.

En el exterior, la fachada de los pies del templo presenta el paramento pintado de blanco, decorado con perfiles y zócalo de color albero. En la zona central se abre la portada que da acceso al interior, realizada en piedra y pintada en color almagra. Muestra un vano adintelado, flanqueado con molduras geométricas que alteran su recorrido lineal sólo en los ángulos superiores, donde forman rectángulos partidos. La solución arquitrabada se remata con frontón triangular partido que da paso a un pequeño cuerpo o ático, en cuyo interior alberga una hornacina con la imagen del Ángel Trinitario que libera a dos cautivos, estando flanqueada con columnas en sus laterales y coronada con frontón triangular. Termina el conjunto con sencillos pináculos de bolas, situados en los extremos de los dos frontones, y en el vértice superior con la Cruz de la Orden Trinitaria.
Flanqueando el acceso de la portada se ubican dos cuadros, realizados en cerámica vidriada, con la representación de las imágenes titulares de la cofradía del Cristo de la Expiración y la Virgen de los Dolores.
La zona alta de la fachada se resuelve con dos ventanas de vanos rebajados y un remate de frontón triangular con pequeño óculo central. En el lateral izquierdo de la misma se dispone una espadaña compuesta de dos vanos de medio punto que albergan campanas, coronada con frontón triangular.

### Capilla Mayor
La Capilla Mayor es de planta rectangular y cabecera plana, cubierta con bóveda de horno. Su intradós está realizado con nervios planos y luneto central dispuesto en eje con la nave, en el que se abre un vano o ventana rectangular cubierto de cristal. Esta solución se realiza merced al sostén de dos pechinas simples sobre las que apea el entablamento, interrumpido en el centro por el último cuerpo del retablo mayor. La bóveda y las pechinas presentan el paramento cubierto con profusa decoración pictórica compuesta de un mar de nubes, con ángeles portando filacteria y cabezas de querubines, En la pechina derecha muestra el Ángel Trinitario que libera a dos cautivos, y en la izquierda un escudo con cruz central. 

#### Retablo
Preside la capilla mayor un retablo realizado en piedra de jaspe rojizo, columnas de mármol negro y molduras de yeso doradas en las hornacinas. Se compone de dos cuerpos de tres calles y ático superior. El primer y segundo cuerpo presentan dos y tres hornacinas, doradas, coronadas con veneras, flanqueadas por columnas de orden dórico y entablamento superior. El ático se compone de un amplio frontón triangular partido que alberga una hornacina central, flanqueada por columnas en sus laterales y entablamento superior coronado con frontón triangular partido rematado con bolas. La hornacina de la calle lateral izquierda del primer cuerpo cobija la imagen del Beato Simón de Rojas, escultura de bulto redondo realizada en 1768 por Juan de Salazar. Las calles laterales del segundo cuerpo del retablo albergan las imágenes de San Juan de Mata, a la izquierda, y de San Félix de Valois a la derecha, esculturas de bulto redondo realizadas en 1686 y atribuidas a José de Santiago. 
En el interior de la hornacina del ático se encuentra el grupo escultórico de la Santísima Trinidad, que muestra a Dios Padre a la izquierda y a su derecha a Cristo sujetando la Cruz de la Pasión, ambos sedentes. En la zona superior centra la composición la figura del Espíritu Santo en forma de paloma, con las alas extendidas. Estas tres esculturas son de bulto redondo y están realizadas en 1660. En el primer tramo de la nave principal, en su muro derecho, se encuentra el retablo protobarroco dedicado a San Blas y Santa Lucía. el retablo, realizado en yeso y pintado de rojo y verde a imitación de jaspe, se compone de un cuerpo y una calle con hornacina central, cuyo vano carpanel está flanqueado por pilastras con placas de resalte central coronadas por triglifos. Un friso con relieves ovalados y una cornisa con ovas y dentículos rematan la composición. En la zona superior se desarrolla un frontón curvo partido, terminado en volutas y pináculos superpuestos, en cuyo centro se ubica la cruz de los trinitarios enmarcada con molduras ondulantes en color verde jaspeado. Este retablo alberga en el interior de la hornacina la imagen de San Blas, escultura de bulto redondo realizada en el siglo XVIII.

### Retablo de Nuestra Señora del Carmen
En el tramo segundo del muro derecho de la nave principal se ubica el retablo de Nuestra Señora del Carmen, retablo barroco compuesto de banco, un cuerpo flanqueado con estípites y columnas y ático superior, dispuesto con un gran penacho coronado con el escudo de la Orden Trinitaria. El retablo presenta el paramento jaspeado y decorado con motivos dorados. En la hornacina central alberga la imagen de Nuestra Señora del Carmen, escultura de bulto redondo realizada en el siglo XVIII. En el muro derecho de la misma nave, en su tercer tramo, se encuentra el retablo barroco de Nuestra Señora del Rosario. El retablo, realizado en la segunda mitad del siglo XVII, se compone de banco y un cuerpo con hornacina central flanqueada con pilastras y estípites. Sobre la hornacina se levanta una esbelta peineta, a modo de ático, decorada con volutas, rocalla y hojarascas que culmina con una crestería de formas vegetales. El retablo presenta el paramento dorado con profusa decoración. En la hornacina central se ubica la imagen de Nuestra Señora del Rosario, imagen de candelero realizada en el siglo XVII. 

### Capilla del Sagrario
La capilla del Sagrario o nave del Evangelio se compone de siete tramos, es más estrecha y baja que la nave principal y está dispuesta longitudinalmente respecto a esta desde los pies hasta el arranque de la cabecera del templo. En sus muros perimetrales se adosan pilastras con ondulación central que sostienen, a modo de capitel, molduras escalonadas y onduladas sobre las cuales se disponen arcos perpiaños de medio punto rebajados, conformadores de una serie de bóvedas de arista que surgen de la intersección de una de cañón rebajada en sentido longitudinal, con otra de ojiva dispuesta transversalmente. Esta sucesión de bóvedas quedan interrumpidas en los tramos cuarto y séptimo con bóvedas de sección oval sobre pechinas. 

#### Retablo
Cubre el testero de la cabecera el retablo del Sagrario, que se compone de dos cuerpos, el inferior de planta trapezoidal de tres calles, desarrollándose en torno a tres hornacinas decoradas con acusado recargamiento de placas, molduras mixtilíneas, espejos, hojarascas, columnas serpenteantes, estípites y capiteles de gran follaje. El segundo cuerpo o ático, que se asienta sobre la movida cornisa del cuerpo inferior, se estructura con un cuarto de esfera dispuesta con placas triangulares decoradas con guirnaldas de ondulante vegetación que alterna con cabezas de ángeles. El retablo presenta el paramento y ornamentación dorados. En las hornacinas de las calles laterales se ubican, en la izquierda, la imagen de San Miguel de los Santos y, en la derecha, San Cristobalito o Santo Niño de La Guardia. Centra el cuarto de esfera del ático una pequeña imagen de la Inmaculada Concepción. Asimismo, flanqueando el retablo en sus lados derecho e izquierdo y en el remate superior están los arcángeles San Rafael, San Miguel y San Gabriel. Todas ellas son esculturas de bulto redondo realizadas por Juan de Salazar en 1768. 

### Camarín del Cristo de la Expiración
En el cuarto tramo de la misma nave se abren dos capillas, la primera, de estilo neoclásico, se corresponde con el camarín del Cristo de la Expiración, tiene planta ovalada, y en su perímetro se disponen columnas de fustes jaspeados y capiteles corintios dorados sobre los que apoya un tambor decorado con molduras de ovas y dentículos. 
La capilla se cubre con bóveda baída dispuesta con anillos exteriores, jaspeados en verde y rojo y placas trapezoides, doradas, rojas y blancas en torno a una moldura central. En el interior alberga la imagen del Cristo de la Expiración, magnífica escultura de bulto redondo, realizada en torno a 1625 en madera de cedro, mide 1,80 x 1,50 m, de autor anónimo, atribuida al círculo de Juan de Mesa. Tras el camarín del Cristo de la Expiración se dispone la segunda capilla que tiene planta cuadrada cubierta con bóveda semiesférica sobre pechinas. 
El paramento muestra decoración pictórica con motivos vegetales, en tonos rojizos y verdes azulados y en las pechinas representaciones de los cuatro evangelistas. A esta capilla se accede a través de una escalera ubicada en una sala situada en el costado occidental, actualmente utilizada como almacén.

### Camarín de la Virgen de los Dolores
En el quinto tramo de la citada nave se abre el camarín que alberga la imagen de la Virgen de los Dolores, tiene planta circular inscrita en un cuadrado cubierto con bóveda baída dispuesta con cuatro pares de molduras a modo de nervios y un motivo vegetal centrado. La bóveda descansa en una cornisa saliente decorada con dentículos y pequeñas rosetas. La imagen titular de la capilla es de candelero y está realizada a fines del siglo XVII y principios del XVIII. Restaurada en 1925 por Venancio Marco Roch que le sustituyó el candelero por un cuerpo. En el año 2000 es intervenida por Miguel Arjona Navarro